# AS Excelsior
Association Sportive de l'Excelsior w skrócie AS Excelsior – reunioński klub piłkarski grający w reuniońskiej pierwszej lidze, mający siedzibę w mieście Saint-Joseph.

## Sukcesy
- I liga[1]:
  - mistrzostwo (2): 1974, 2023.

- Puchar Reunionu[2]:
  - zwycięstwo (4): 2004, 2005, 2014, 2015.

## Występy w afrykańskich pucharach
| Sezon | Rozgrywki     | Runda   | Kraj       | Klub      | Dom | Wyjazd | Dwumecz |
| ----- | ------------- | ------- | ---------- | --------- | --- | ------ | ------- |
| 2006  | Liga Mistrzów | wstępna | Madagaskar | USCA Foot | 3–1 | 0–2    | 3–3     |

## Stadion
Domowe mecze klub rozgrywa na stadionie o nazwie Stade Raphaël Babet w Saint-Joseph. Stadion może pomieścić 4000 widzów.